# Huevo del trébol
El huevo de hoja de trébol es uno de los pocos huevos imperiales de Fabergé que nunca se vendieron después de la Revolución Rusa.

## Historia
Fue fabricado bajo la supervisión del joyero ruso Peter Carl Fabergé en 1902 para el zar Nicolás II de Rusia. Fue presentado por Nicolás como regalo de Pascua a su esposa, la zarina Alexandra Feodorovna . Actualmente se encuentra en el Museo de la Armería del Kremlin en Moscú.

## Diseño
Está hecho de un patrón calado de tallos y hojas de trébol que forman la forma de un huevo. Los espacios entre el contorno de metal de las hojas están cubiertos con esmalte transparente de color verde brillante. Una cinta dorada muy delgada pavimentada con rubíes se enrosca a través del follaje. En ese momento, la producción de esmalte transparente todavía era un método nuevo y, a menudo, sufría problemas durante el enfriamiento. No hay defectos en el esmalte del huevo de hoja de trébol, pero se considera demasiado frágil para viajar.

## Sorpresa
La sorpresa del huevo se ha perdido pero según los archivos era un trébol de cuatro hojas con veintitrés diamantes, portando cuatro retratos en miniatura de las cuatro hijas del zar: Olga, Tatiana, María y Anastasia.